# シントロノン
シントロノン (synthronon) は、教会堂のアプスに設けられる聖職者のための席。アプスの周壁に沿って半円形に設けられるか、内陣両脇に直線状に作られる。
初期キリスト教建築において形成されたもので、アプスか内陣（ベーマ）に設けられる。アプス周壁に設けられる場合は、階段状になることが多い。